# 安西正道
安西 正道（あんざい まさみち、1912年2月3日 - 1990年9月10日）は、日本の官僚、実業家。元全日本空輸社長。千葉県出身。

## 略歴
- 1934年（昭和9年）東京帝国大学法学部法律学科卒業、逓信省入省。戦後は運輸省で海運にかかわる[2]。
- 1958年（昭和33年）第5代海上保安庁長官。巡視船「宗谷」を改造して南極観測砕氷船とし、南極観測に貢献[2]。
- 1959年（昭和34年）5月、全日本空輸の常務取締役に就任[2]。
- 1966年（昭和41年）11月、全日空松山沖墜落事故の対策本部長を務め、事故処理にあたる[2]。
- 1970年（昭和45年）全日本空輸を退社し、運輸省に請われ船舶整備公団理事長に就任[2]。
- 1974年（昭和49年）全日本空輸の顧問に就任。後に監査役[2]。
- 1976年（昭和51年）12月、全日本空輸第6代社長に就任[2]。
- 1983年（昭和58年）6月、社長を退き相談役に就く[2]。
- 1985年（昭和60年）11月、勲二等旭日重光章を受章[2]。